# Stepanivka, Vinnîțea
Stepanivka (în ucraineană Степанівка) este o comună în raionul Vinnîțea, regiunea Vinnița, Ucraina, formată numai din satul de reședință.

## Demografie
Componența lingvistică a satului Stepanivka
     Ucraineană (99,55%)
     Alte limbi (0,45%)
Conform recensământului din 2001, majoritatea populației satului Stepanivka era vorbitoare de ucraineană (99,55%), existând în minoritate și vorbitori de alte limbi.